# Interlands Macedonisch voetbalelftal 2000-2009
Deze pagina toont een chronologisch en gedetailleerd overzicht van de interlands die het Macedonisch voetbalelftal heeft gespeeld in de periode 2000 – 2009.

## Interlands

### 2000
|                                                       |                        |       |                                             |                                                                                 |
| 23 februari Vriendschappelijk № 49 «onderlinge duels» | Macedonië              | 1 – 2 | Joegoslavië                                 | Gradski Stadion, Skopje Toeschouwers: 8.000 Scheidsrechter: Atanas Uzunov (BUL) |
| 23 februari Vriendschappelijk № 49 «onderlinge duels» | Rade Karanfilovski 77' |       | 20' Predrag Mijatović 38' Predrag Mijatović | Gradski Stadion, Skopje Toeschouwers: 8.000 Scheidsrechter: Atanas Uzunov (BUL) |

|                                                    |                    |       |           |                                                                                   |
| 29 maart Vriendschappelijk № 50 «onderlinge duels» | Bosnië en Herz.    | 1 – 0 | Macedonië | Bilino Polje, Zenica Toeschouwers: 17.000 Scheidsrechter: Miroslav Vitković (CRO) |
| 29 maart Vriendschappelijk № 50 «onderlinge duels» | Muhamed Konjić 88' |       |           | Bilino Polje, Zenica Toeschouwers: 17.000 Scheidsrechter: Miroslav Vitković (CRO) |

|                                                    |                        |       |         |                                                                                       |
| 26 april Vriendschappelijk № 51 «onderlinge duels» | Macedonië              | 1 – 0 | Albanië | Gotse Deltsjevstadion, Prilep Toeschouwers: 3.000 Scheidsrechter: Ivan Dobrinov (BUL) |
| 26 april Vriendschappelijk № 51 «onderlinge duels» | Žarko Serafimovski 36' |       |         | Gotse Deltsjevstadion, Prilep Toeschouwers: 3.000 Scheidsrechter: Ivan Dobrinov (BUL) |

|                                       |                                     |       |                  |                                                                              |
| 7 juni LG Cup № 52 «onderlinge duels» | Zuid-Korea                          | 2 – 1 | Macedonië        | Azadi Stadion, Teheran Toeschouwers: 30.000 Scheidsrechter: Simak Masi (IRN) |
| 7 juni LG Cup № 52 «onderlinge duels» | Cheol-Woo Choi 47' Park Ji-sung 62' |       | 89' Artim Šakiri | Azadi Stadion, Teheran Toeschouwers: 30.000 Scheidsrechter: Simak Masi (IRN) |

|                                       |                                                   |       |                  |                                                                                       |
| 9 juni LG Cup № 53 «onderlinge duels» | Iran                                              | 3 – 1 | Macedonië        | Azadi Stadion, Teheran Toeschouwers: 40.000 Scheidsrechter: Abdulrahman Al-Zaid (KSA) |
| 9 juni LG Cup № 53 «onderlinge duels» | Karim Bagheri 3' Ali Daei 8' Hamid Kavianpour 89' |       | 5' Ǵorǵi Hristov | Azadi Stadion, Teheran Toeschouwers: 40.000 Scheidsrechter: Abdulrahman Al-Zaid (KSA) |

|                                                   |                    |       |                                   |                                                                             |
| 27 juli Vriendschappelijk № 54 «onderlinge duels» | Azerbeidzjan       | 1 – 2 | Macedonië                         | Ticha Stadion, Varna Toeschouwers: 2.000 Scheidsrechter: Mitko Mitrev (BUL) |
| 27 juli Vriendschappelijk № 54 «onderlinge duels» | Ramiz Məmmədov 53' |       | 62' Arbën Nuhiji 68' Arbën Nuhiji | Ticha Stadion, Varna Toeschouwers: 2.000 Scheidsrechter: Mitko Mitrev (BUL) |

|                                                             |                                          |       |           |                                                                                |
| 3 september WK-kwalificatie groep 4 № 55 «onderlinge duels» | Slowakije                                | 2 – 0 | Macedonië | Tehelné pole, Bratislava Toeschouwers: 4.011 Scheidsrechter: Alain Hamer (LUX) |
| 3 september WK-kwalificatie groep 4 № 55 «onderlinge duels» | Goran Stavrevski 3' (e.d.) Igor Demo 74' |       |           | Tehelné pole, Bratislava Toeschouwers: 4.011 Scheidsrechter: Alain Hamer (LUX) |

|                                                           |                                                        |       |              |                                                                                    |
| 6 oktober WK-kwalificatie groep 4 № 56 «onderlinge duels» | Macedonië                                              | 3 – 0 | Azerbeidzjan | Gradski Stadion, Skopje Toeschouwers: 3.500 Scheidsrechter: Knud Erik Fisker (DEN) |
| 6 oktober WK-kwalificatie groep 4 № 56 «onderlinge duels» | Ǵorǵi Hristov 34' Ǵorǵi Hristov 42' Argjend Beqiri 75' |       |              | Gradski Stadion, Skopje Toeschouwers: 3.500 Scheidsrechter: Knud Erik Fisker (DEN) |

|                                                                      |          |       |           |                                                                                               |
| 11 oktober WK-kwalificatie groep 4 № 57 «onderlinge duels» 20:00 uur | Moldavië | 0 – 0 | Macedonië | Stadionul Republican, Chisinau Toeschouwers: 3.000 Scheidsrechter: Arturo Dauden Ibañez (ESP) |
| 11 oktober WK-kwalificatie groep 4 № 57 «onderlinge duels» 20:00 uur |          |       |           | Stadionul Republican, Chisinau Toeschouwers: 3.000 Scheidsrechter: Arturo Dauden Ibañez (ESP) |

### 2001
|                                                       |                   |       |                |                                                                                 |
| 28 februari Vriendschappelijk № 58 «onderlinge duels» | Macedonië         | 1 – 1 | Tsjechië       | Gradski Stadion, Skopje Toeschouwers: 8.200 Scheidsrechter: Ivan Dobrinov (BUL) |
| 28 februari Vriendschappelijk № 58 «onderlinge duels» | Ǵorǵi Hristov 34' |       | 42' Pavel Kuka | Gradski Stadion, Skopje Toeschouwers: 8.200 Scheidsrechter: Ivan Dobrinov (BUL) |

|                                                          |                     |       |           |                                                                                  |
| 24 maart WK-kwalificatie groep 4 № 59 «onderlinge duels» | Zweden              | 1 – 0 | Macedonië | Ullevi Stadion, Göteborg Toeschouwers: 22.106 Scheidsrechter: Jan Wegereef (NED) |
| 24 maart WK-kwalificatie groep 4 № 59 «onderlinge duels» | Anders Svensson 43' |       |           | Ullevi Stadion, Göteborg Toeschouwers: 22.106 Scheidsrechter: Jan Wegereef (NED) |

|                                                          |                   |       |                                           |                                                                                  |
| 28 maart WK-kwalificatie groep 4 № 60 «onderlinge duels» | Macedonië         | 1 – 2 | Turkije                                   | Gradski Stadion, Skopje Toeschouwers: 8.000 Scheidsrechter: Claude Colombo (FRA) |
| 28 maart WK-kwalificatie groep 4 № 60 «onderlinge duels» | Toni Mičevski 20' |       | 68' (e.d.) Igor Mitrevski 71' Ümit Davala | Gradski Stadion, Skopje Toeschouwers: 8.000 Scheidsrechter: Claude Colombo (FRA) |

|                                                                  |                                         |       |                                          |                                                                                   |
| 2 juni WK-kwalificatie groep 4 № 61 «onderlinge duels» 20:00 uur | Macedonië                               | 2 – 2 | Moldavië                                 | Gradski Stadion, Skopje Toeschouwers: 3.000 Scheidsrechter: Jack van Hulten (NED) |
| 2 juni WK-kwalificatie groep 4 № 61 «onderlinge duels» 20:00 uur | Artim Sakiri 20' (pen.) Mile Krstev 65' |       | 10' Serghei Pogreban 72' Ruslan Barburoș | Gradski Stadion, Skopje Toeschouwers: 3.000 Scheidsrechter: Jack van Hulten (NED) |

|                                                        |                                                    |       |                                                            |                                                                                             |
| 6 juni WK-kwalificatie groep 4 № 62 «onderlinge duels» | Turkije                                            | 3 – 3 | Macedonië                                                  | Bursa Atatürk Stadyumu, Bursa Toeschouwers: 18.000 Scheidsrechter: Pasquale Rodomonti (ITA) |
| 6 juni WK-kwalificatie groep 4 № 62 «onderlinge duels» | Alpay Özalan 43' Alpay Özalan 57' Alpay Özalan 75' |       | 7' Artim Šakiri 20' Žarko Serafimovski 62' Igor Nikolovski | Bursa Atatürk Stadyumu, Bursa Toeschouwers: 18.000 Scheidsrechter: Pasquale Rodomonti (ITA) |

|                                                   |                 |       |           |                                                                                   |
| 24 juli Vriendschappelijk № 63 «onderlinge duels» | Qatar           | 1 – 0 | Macedonië | Stade Jean-Bouin, Évreux Toeschouwers: 2.000 Scheidsrechter: Claude Colombo (FRA) |
| 24 juli Vriendschappelijk № 63 «onderlinge duels» | Walid Hamza ??' |       |           | Stade Jean-Bouin, Évreux Toeschouwers: 2.000 Scheidsrechter: Claude Colombo (FRA) |

|                                                      |                      |       |                  |                                                                                                  |
| 1 augustus Vriendschappelijk № 64 «onderlinge duels» | Saoedi-Arabië        | 1 – 1 | Macedonië        | Prince Faisal Bin Fahd Stadion, Riyadh Toeschouwers: 8.000 Scheidsrechter: Naser Al-Hamdan (KSA) |
| 1 augustus Vriendschappelijk № 64 «onderlinge duels» | Obeid Al-Dossari 64' |       | 34' Goran Maznov | Prince Faisal Bin Fahd Stadion, Riyadh Toeschouwers: 8.000 Scheidsrechter: Naser Al-Hamdan (KSA) |

|                                                       |                             |       |           |                                                                                            |
| 15 augustus Vriendschappelijk № 64 «onderlinge duels» | Bulgarije                   | 1 – 0 | Macedonië | Balgarska Armiya Stadion, Sofia Toeschouwers: 3.500 Scheidsrechter: Spyros Papadakos (GRE) |
| 15 augustus Vriendschappelijk № 64 «onderlinge duels» | Krasimir Balakov 49' (pen.) |       |           | Balgarska Armiya Stadion, Sofia Toeschouwers: 3.500 Scheidsrechter: Spyros Papadakos (GRE) |

|                                                             |                     |       |                                         |                                                                                    |
| 1 september WK-kwalificatie groep 4 № 66 «onderlinge duels» | Macedonië           | 1 – 2 | Zweden                                  | Gradski Stadion, Skopje Toeschouwers: 8.000 Scheidsrechter: Nikolay Levnikov (RUS) |
| 1 september WK-kwalificatie groep 4 № 66 «onderlinge duels» | Dragan Načevski 63' |       | 28' Henrik Larsson 33' Patrik Andersson | Gradski Stadion, Skopje Toeschouwers: 8.000 Scheidsrechter: Nikolay Levnikov (RUS) |

|                                                             |                      |       |                    |                                                                                      |
| 5 september WK-kwalificatie groep 4 № 67 «onderlinge duels» | Azerbeidzjan         | 1 – 1 | Macedonië          | Tofiq Bəhramov Stadion, Bakoe Toeschouwers: 4.100 Scheidsrechter: Michael Ross (NIR) |
| 5 september WK-kwalificatie groep 4 № 67 «onderlinge duels» | Fərrux İsmayılov 90' |       | 12' Vančo Trajanov | Tofiq Bəhramov Stadion, Bakoe Toeschouwers: 4.100 Scheidsrechter: Michael Ross (NIR) |

|                                                           |           |                                                                                      |           |                                                                              |
| 7 oktober WK-kwalificatie groep 4 № 68 «onderlinge duels» | Macedonië | 0 – 5                                                                                | Slowakije | Gradski Stadion, Skopje Toeschouwers: 4.500 Scheidsrechter: Mike Riley (ENG) |
| 7 oktober WK-kwalificatie groep 4 № 68 «onderlinge duels» |           | 27' Ľuboš Reiter 57' Peter Dzúrik 72' Peter Németh 81' Attila Pinte 90' Tomáš Oravec |           | Gradski Stadion, Skopje Toeschouwers: 4.500 Scheidsrechter: Mike Riley (ENG) |

|                                                       | |       |           |                                                                                             |
| 14 november Vriendschappelijk № 69 «onderlinge duels» | Hongarije                                                                                                | 5 – 0 | Macedonië | Megyeri úti Stadion, Boedapest Toeschouwers: 12.000 Scheidsrechter: Yuriy Klyuchnikov (RUS) |
| 14 november Vriendschappelijk № 69 «onderlinge duels» | Krisztián Lisztes 4' István Ferenczi 27' Attila Tököli 57' (pen.) Tibor Tokody 65' Krisztián Lisztes 74' |       |           | Megyeri úti Stadion, Boedapest Toeschouwers: 12.000 Scheidsrechter: Yuriy Klyuchnikov (RUS) |

|                                                       |                                     |       |           | |
| 30 december Vriendschappelijk № 70 «onderlinge duels» | Oman                                | 2 – 0 | Macedonië | Sultan Qaboos Sports Complex, Muscat Toeschouwers: 4.000 Scheidsrechter: Abdullah Al-Khasari (UAE) |
| 30 december Vriendschappelijk № 70 «onderlinge duels» | Fawzi Bashir 51' Hani Al-Dhabit 58' |       |           | Sultan Qaboos Sports Complex, Muscat Toeschouwers: 4.000 Scheidsrechter: Abdullah Al-Khasari (UAE) |

### 2002
|                                                    |         |       |           |                                                                                               |
| 5 januari Bahrain Toernooi № 71 «onderlinge duels» | Albanië | 0 – 0 | Macedonië | Bahrain Nationaal Stadion, Riffa Toeschouwers: 3.000 Scheidsrechter: Jassim Abdul Karim (BHR) |
| 5 januari Bahrain Toernooi № 71 «onderlinge duels» |         |       |           | Bahrain Nationaal Stadion, Riffa Toeschouwers: 3.000 Scheidsrechter: Jassim Abdul Karim (BHR) |

|                                                    |                     |       |                        |                                                                                               |
| 7 januari Bahrain Toernooi № 72 «onderlinge duels» | Bahrein             | 1 – 1 | Macedonië              | Bahrain Nationaal Stadion, Riffa Toeschouwers: 3.000 Scheidsrechter: Jassim Abdul Karim (BHR) |
| 7 januari Bahrain Toernooi № 72 «onderlinge duels» | Mohamed Salmeen 12' |       | 40' Jurica Siljanovski | Bahrain Nationaal Stadion, Riffa Toeschouwers: 3.000 Scheidsrechter: Jassim Abdul Karim (BHR) |

|                                                     |                                                  |       |           |                                                                                           |
| 10 januari Bahrain Toernooi № 73 «onderlinge duels» | Finland                                          | 3 – 0 | Macedonië | Bahrain Nationaal Stadion, Riffa Toeschouwers: 3.000 Scheidsrechter: Jassim Al-Hail (QAT) |
| 10 januari Bahrain Toernooi № 73 «onderlinge duels» | Mika Kottila 18' Jari Niemi 23' Mika Kottila 25' |       |           | Bahrain Nationaal Stadion, Riffa Toeschouwers: 3.000 Scheidsrechter: Jassim Al-Hail (QAT) |

|                                                    |                                                                        |       |                                                                          |                                                                                       |
| 27 maart Vriendschappelijk № 74 «onderlinge duels» | Bosnië en Herzegovina                                                  | 4 – 4 | Macedonië                                                                | Stadion Grbavica, Sarajevo Toeschouwers: 3.500 Scheidsrechter: Aloizije Šupraha (CRO) |
| 27 maart Vriendschappelijk № 74 «onderlinge duels» | Elvir Bolić 3' Sergej Barbarez 14' Sergej Barbarez 37' Elvir Bolić 66' |       | 53' Artim Šakiri 64' (pen.) Saša Ćirić 76' Artim Šakiri 89' Artim Šakiri | Stadion Grbavica, Sarajevo Toeschouwers: 3.500 Scheidsrechter: Aloizije Šupraha (CRO) |

|                                                    |                      |       |         |                                                                                       |
| 17 april Vriendschappelijk № 75 «onderlinge duels» | Macedonië            | 1 – 0 | Finland | Gotse Deltsjevstadion, Prilep Toeschouwers: 5.000 Scheidsrechter: Orhan Erdemir (TUR) |
| 17 april Vriendschappelijk № 75 «onderlinge duels» | Goran Stavrevski 36' |       |         | Gotse Deltsjevstadion, Prilep Toeschouwers: 5.000 Scheidsrechter: Orhan Erdemir (TUR) |

|                                                       |                                                                                       |       |       |                                                                                    |
| 21 augustus Vriendschappelijk № 76 «onderlinge duels» | Macedonië                                                                             | 5 – 0 | Malta | Gradski Stadion, Skopje Toeschouwers: 7.000 Scheidsrechter: Alojzije Šupraha (CRO) |
| 21 augustus Vriendschappelijk № 76 «onderlinge duels» | Ace Stojkov 37' Artim Šakiri 40' Georgi Hristov 54' Artim Šakiri 60' Goran Pandev 86' |       |       | Gradski Stadion, Skopje Toeschouwers: 7.000 Scheidsrechter: Alojzije Šupraha (CRO) |

|                                                     |                       |       |                  |                                                                                     |
| 8 september EK-kwalificatie № 77 «onderlinge duels» | Liechtenstein         | 1 – 1 | Macedonië        | Rheinpark Stadion, Vaduz Toeschouwers: 2.650 Scheidsrechter: Vitaliy Godulyan (UKR) |
| 8 september EK-kwalificatie № 77 «onderlinge duels» | Michael Stocklasa 90' |       | 8' Ǵorǵi Hristov | Rheinpark Stadion, Vaduz Toeschouwers: 2.650 Scheidsrechter: Vitaliy Godulyan (UKR) |

|                                                    |                       |       |                                  |                                                                                     |
| 12 oktober EK-kwalificatie № 78 «onderlinge duels» | Macedonië             | 1 – 2 | Turkije                          | Gradski Stadion, Skopje Toeschouwers: 11.000 Scheidsrechter: Knud Erik Fisker (DEN) |
| 12 oktober EK-kwalificatie № 78 «onderlinge duels» | Vlatko Grozdanoski 2' |       | 29' Okan Buruk 53' Nihat Kahveci | Gradski Stadion, Skopje Toeschouwers: 11.000 Scheidsrechter: Knud Erik Fisker (DEN) |

|                                                              |                                      |       |                                     |                                                                                                 |
| 16 oktober EK-kwalificatie № 79 «onderlinge duels» 20:00 uur | Engeland                             | 2 – 2 | Macedonië                           | St. Mary's Stadium, Southampton Toeschouwers: 32.095 Scheidsrechter: Arturo Daudén Ibáñez (ESP) |
| 16 oktober EK-kwalificatie № 79 «onderlinge duels» 20:00 uur | David Beckham 13' Steven Gerrard 35' |       | 10' Artim Sakiri 24' Vanco Trajanov | St. Mary's Stadium, Southampton Toeschouwers: 32.095 Scheidsrechter: Arturo Daudén Ibáñez (ESP) |

|                                                       |                                          |       |                                                    |                                                                                  |
| 20 november Vriendschappelijk № 80 «onderlinge duels» | Macedonië                                | 2 – 3 | Israël                                             | Gradski Stadion, Skopje Toeschouwers: 32.095 Scheidsrechter: Dejan Delević (YUG) |
| 20 november Vriendschappelijk № 80 «onderlinge duels» | Aleksandar Vasoski 63' Goce Sedloski 90' |       | 19' Michael Zandberg 28' Avi Nimni 90+4' Eli Biton | Gradski Stadion, Skopje Toeschouwers: 32.095 Scheidsrechter: Dejan Delević (YUG) |

### 2003
|                                                      |                                          |       |                                           |                                                                                   |
| 9 februari Vriendschappelijk № 81 «onderlinge duels» | Kroatië                                  | 2 – 2 | Macedonië                                 | Stadion Šubićevac, Šibenik Toeschouwers: 1.522 Scheidsrechter: Siniša Zrnić (BIH) |
| 9 februari Vriendschappelijk № 81 «onderlinge duels» | Marijo Marić 35' (pen.) Srđan Andrić 72' |       | 10' (pen.) Goce Sedloski 60' Goce Toleski | Stadion Šubićevac, Šibenik Toeschouwers: 1.522 Scheidsrechter: Siniša Zrnić (BIH) |

|                                                                 |                                                              |       |           |                                                                               |
| 14 februari Vriendschappelijk № 82 «onderlinge duels» 20:00 uur | Polen                                                        | 3 – 0 | Macedonië | Poljud Stadion, Split Toeschouwers: 1.000 Scheidsrechter: Edo Trivković (CRO) |
| 14 februari Vriendschappelijk № 82 «onderlinge duels» 20:00 uur | Andrzej Niedzielan 27' Grzegorz Rasiak 38' Rafał Lasocki 44' |       |           | Poljud Stadion, Split Toeschouwers: 1.000 Scheidsrechter: Edo Trivković (CRO) |

|                                                  |           |                                      |           |                                                                                    |
| 29 maart EK-kwalificatie № 83 «onderlinge duels» | Macedonië | 0 – 2                                | Slowakije | Gradski Stadion, Skopje Toeschouwers: 11.000 Scheidsrechter: Laurent Duhamel (FRA) |
| 29 maart EK-kwalificatie № 83 «onderlinge duels» |           | 28' Martin Petráš 90+3' Ľuboš Reiter |           | Gradski Stadion, Skopje Toeschouwers: 11.000 Scheidsrechter: Laurent Duhamel (FRA) |

|                                                   |           |               |          |                                                                                                 |
| 2 april Vriendschappelijk № 84 «onderlinge duels» | Macedonië | 0 – 1         | Portugal | Stade Olympique de la Pontaise, Lausanne Toeschouwers: 14.258 Scheidsrechter: Markus Nobs (SUI) |
| 2 april Vriendschappelijk № 84 «onderlinge duels» |           | 24' Luís Figo |          | Stade Olympique de la Pontaise, Lausanne Toeschouwers: 14.258 Scheidsrechter: Markus Nobs (SUI) |

|                                                |                                                          |       |                |                                                                                 |
| 7 juni EK-kwalificatie № 85 «onderlinge duels» | Macedonië                                                | 3 – 1 | Liechtenstein  | Gradski Stadion, Skopje Toeschouwers: 5.200 Scheidsrechter: Jaroslav Jara (CZE) |
| 7 juni EK-kwalificatie № 85 «onderlinge duels» | Goce Sedloski 39' (pen.) Mile Krstev 52' Aco Stojkov 82' |       | 20' Roger Beck | Gradski Stadion, Skopje Toeschouwers: 5.200 Scheidsrechter: Jaroslav Jara (CZE) |

|                                                 |                                                          |       |                                         |                                                                                         |
| 11 juni EK-kwalificatie № 86 «onderlinge duels» | Turkije                                                  | 3 – 2 | Macedonië                               | BJK Inönü Stadion, Istanboel Toeschouwers: 23.000 Scheidsrechter: Roberto Rosetti (ITA) |
| 11 juni EK-kwalificatie № 86 «onderlinge duels» | Nihat Kahveci 27' Gökdeniz Karadeniz 47' Hakan Şükür 60' |       | 24' Vlatko Grozdanoski 28' Artim Šakiri | BJK Inönü Stadion, Istanboel Toeschouwers: 23.000 Scheidsrechter: Roberto Rosetti (ITA) |

|                                                       |                                                           |       |                 |                                                                                          |
| 20 augustus Vriendschappelijk № 87 «onderlinge duels» | Macedonië                                                 | 3 – 1 | Albanië         | Gotse Deltsjevstadion, Prilep Toeschouwers: 3.000 Scheidsrechter: Goran Mihaljević (SCG) |
| 20 augustus Vriendschappelijk № 87 «onderlinge duels» | Ilčo Naumovski 8' Goran Pandev 37' Dragan Dimitrovski 77' |       | 73' Ervin Skela | Gotse Deltsjevstadion, Prilep Toeschouwers: 3.000 Scheidsrechter: Goran Mihaljević (SCG) |

|                                                               |                    |       |                                           |                                                                                       |
| 6 september EK-kwalificatie № 88 «onderlinge duels» 18:30 uur | Macedonië          | 1 – 2 | Engeland                                  | Gradski Stadion, Skopje Toeschouwers: 10.000 Scheidsrechter: Frank De Bleeckere (BEL) |
| 6 september EK-kwalificatie № 88 «onderlinge duels» 18:30 uur | Georgi Hristov 28' |       | 52' Wayne Rooney 63' (pen.) David Beckham | Gradski Stadion, Skopje Toeschouwers: 10.000 Scheidsrechter: Frank De Bleeckere (BEL) |

|                                                      |                    |       |                        |                                                                                   |
| 10 september EK-kwalificatie № 89 «onderlinge duels» | Slowakije          | 1 – 1 | Macedonië              | Štadión pod Dubňom, Žilina Toeschouwers: 2.286 Scheidsrechter: Leif Sundell (SWE) |
| 10 september EK-kwalificatie № 89 «onderlinge duels» | Szilárd Németh 25' |       | 62' Dragan Dimitrovski | Štadión pod Dubňom, Žilina Toeschouwers: 2.286 Scheidsrechter: Leif Sundell (SWE) |

|                                                      |          |       |           |                                                                                          |
| 11 oktober Vriendschappelijk № 90 «onderlinge duels» | Oekraïne | 0 – 0 | Macedonië | Valeri Lobanovskystadion, Kiev Toeschouwers: 10.000 Scheidsrechter: Ghenadie Orlic (MDA) |
| 11 oktober Vriendschappelijk № 90 «onderlinge duels» |          |       |           | Valeri Lobanovskystadion, Kiev Toeschouwers: 10.000 Scheidsrechter: Ghenadie Orlic (MDA) |

### 2004
|                                                      |       |       |           |                                                                             |
| 27 januari Vriendschappelijk № 91 «onderlinge duels» | China | 0 – 0 | Macedonië | Meihu Sports Centre, Yiwu Toeschouwers: 24.000 Scheidsrechter: Jun Lu (CHN) |
| 27 januari Vriendschappelijk № 91 «onderlinge duels» |       |       |           | Meihu Sports Centre, Yiwu Toeschouwers: 24.000 Scheidsrechter: Jun Lu (CHN) |

|                                                      |               |       |           |                                                                                       |
| 29 januari Vriendschappelijk № 92 «onderlinge duels» | China         | 1 – 0 | Macedonië | Suzhou Sports Center, Suzhou Toeschouwers: 17.500 Scheidsrechter: Yang Zhiqiang (CHN) |
| 29 januari Vriendschappelijk № 92 «onderlinge duels» | Zhi Zheng 88' |       |           | Suzhou Sports Center, Suzhou Toeschouwers: 17.500 Scheidsrechter: Yang Zhiqiang (CHN) |

|                                                                 |                  |       |                       |                                                                                   |
| 18 februari Vriendschappelijk № 93 «onderlinge duels» 18:00 uur | Macedonië        | 1 – 0 | Bosnië en Herzegovina | Gradski Stadion, Skopje Toeschouwers: 8.000 Scheidsrechter: Momchil Vraikov (BUL) |
| 18 februari Vriendschappelijk № 93 «onderlinge duels» 18:00 uur | Goran Pandev 22' |       |                       | Gradski Stadion, Skopje Toeschouwers: 8.000 Scheidsrechter: Momchil Vraikov (BUL) |

|                                                    |                      |       |          |                                                                                   |
| 31 maart Vriendschappelijk № 94 «onderlinge duels» | Macedonië            | 1 – 0 | Oekraïne | Gradski Stadion, Skopje Toeschouwers: 16.000 Scheidsrechter: Milan Karadžić (SCG) |
| 31 maart Vriendschappelijk № 94 «onderlinge duels» | Goran Stavrevski 26' |       |          | Gradski Stadion, Skopje Toeschouwers: 16.000 Scheidsrechter: Milan Karadžić (SCG) |

|                                                    |           |                  |         |                                                                                  |
| 28 april Vriendschappelijk № 95 «onderlinge duels» | Macedonië | 0 – 1            | Kroatië | Gradski Stadion, Skopje Toeschouwers: 15.000 Scheidsrechter: İsmet Arzuman (TUR) |
| 28 april Vriendschappelijk № 95 «onderlinge duels» |           | 33' Ivan Klasnić |         | Gradski Stadion, Skopje Toeschouwers: 15.000 Scheidsrechter: İsmet Arzuman (TUR) |

|                                                             |                                             |       |                                                                           |                                                                                     |
| 11 juni Vriendschappelijk № 96 «onderlinge duels» 18:00 uur | Estland                                     | 2 – 4 | Macedonië                                                                 | A. Le Coq Arena, Tallinn Toeschouwers: 2.200 Scheidsrechter: Peter Fröjdfeldt (SWE) |
| 11 juni Vriendschappelijk № 96 «onderlinge duels» 18:00 uur | Vjatšeslav Zahovaiko 54' Ingemar Teever 65' |       | 11' Goce Sedloski 15' Goran Popov 31' Goran Pandev 66' Vlatko Grozdanoski | A. Le Coq Arena, Tallinn Toeschouwers: 2.200 Scheidsrechter: Peter Fröjdfeldt (SWE) |

|                                                     |                                                         |       |         |                                                                               |
| 18 augustus WK-kwalificatie № 97 «onderlinge duels» | Macedonië                                               | 3 – 0 | Armenië | Gradski Stadion, Skopje Toeschouwers: 4.375 Scheidsrechter: Anton Genov (BUL) |
| 18 augustus WK-kwalificatie № 97 «onderlinge duels» | Goran Pandev 5' Artim Šakiri 37' Veliče Šumulikoski 89' |       |         | Gradski Stadion, Skopje Toeschouwers: 4.375 Scheidsrechter: Anton Genov (BUL) |

|                                                     |                                  |       |                        |                                                                                           |
| 4 september WK-kwalificatie № 98 «onderlinge duels» | Roemenië                         | 2 – 1 | Macedonië              | Stadionul Ion Oblemenco, Craiova Toeschouwers: 17.000 Scheidsrechter: Konrad Plautz (AUT) |
| 4 september WK-kwalificatie № 98 «onderlinge duels» | Daniel Pancu 15' Adrian Mutu 86' |       | 73' Aleksandar Vasoski | Stadionul Ion Oblemenco, Craiova Toeschouwers: 17.000 Scheidsrechter: Konrad Plautz (AUT) |

|                                                   |                                  |       |                                           |                                                                                     |
| 9 oktober WK-kwalificatie № 99 «onderlinge duels» | Macedonië                        | 2 – 2 | Nederland                                 | Gradski Stadion, Skopje Toeschouwers: 15.000 Scheidsrechter: Peter Fröjdfeldt (SWE) |
| 9 oktober WK-kwalificatie № 99 «onderlinge duels» | Goran Pandev 45' Aco Stojkov 70' |       | 43' (e.d.) Jane Nikolovski 66' Dirk Kuijt | Gradski Stadion, Skopje Toeschouwers: 15.000 Scheidsrechter: Peter Fröjdfeldt (SWE) |

|                                                     |                  |       |           | |
| 13 oktober WK-kwalificatie № 100 «onderlinge duels» | Andorra          | 1 – 0 | Macedonië | Estadi Comunal d'Aixovall, Andorra la Vella Toeschouwers: 116 Scheidsrechter: Stefano Podeschi (SMR) |
| 13 oktober WK-kwalificatie № 100 «onderlinge duels» | Marc Bernaus 60' |       |           | Estadi Comunal d'Aixovall, Andorra la Vella Toeschouwers: 116 Scheidsrechter: Stefano Podeschi (SMR) |

|                                                      |           |                                      |          |                                                                              |
| 17 november WK-kwalificatie № 101 «onderlinge duels» | Macedonië | 0 – 2                                | Tsjechië | Gradski Stadion, Skopje Toeschouwers: 11.500 Scheidsrechter: Urs Meier (SUI) |
| 17 november WK-kwalificatie № 101 «onderlinge duels» |           | 88' Vratislav Lokvenc 90' Jan Koller |          | Gradski Stadion, Skopje Toeschouwers: 11.500 Scheidsrechter: Urs Meier (SUI) |

### 2005
|                                                     |           |       |         |                                                                                 |
| 9 februari WK-kwalificatie № 102 «onderlinge duels» | Macedonië | 0 – 0 | Andorra | Gradski Stadion, Skopje Toeschouwers: 6.000 Scheidsrechter: Johan Verbist (BEL) |
| 9 februari WK-kwalificatie № 102 «onderlinge duels» |           |       |         | Gradski Stadion, Skopje Toeschouwers: 6.000 Scheidsrechter: Johan Verbist (BEL) |

|                                                   |                  |       |                                     |                                                                                       |
| 30 maart WK-kwalificatie № 103 «onderlinge duels» | Macedonië        | 1 – 2 | Roemenië                            | Gradski Stadion, Skopje Toeschouwers: 10.000 Scheidsrechter: Tom Henning Øvrebø (NOR) |
| 30 maart WK-kwalificatie № 103 «onderlinge duels» | Goran Maznov 31' |       | 18' Nicolae Mitea 58' Nicolae Mitea | Gradski Stadion, Skopje Toeschouwers: 10.000 Scheidsrechter: Tom Henning Øvrebø (NOR) |

|                                                 |                       |       |                                          |                                                                                         |
| 4 juni WK-kwalificatie № 104 «onderlinge duels» | Armenië               | 1 – 2 | Macedonië                                | Hanrapetakan Stadion, Jerevan Toeschouwers: 2.870 Scheidsrechter: Tomasz Mikulski (POL) |
| 4 juni WK-kwalificatie № 104 «onderlinge duels» | Edgar Manucharian 54' |       | 29' (pen.) Goran Pandev 46' Goran Pandev | Hanrapetakan Stadion, Jerevan Toeschouwers: 2.870 Scheidsrechter: Tomasz Mikulski (POL) |

|                                                 |                                                                                               |       |                  |                                                                                                |
| 8 juni WK-kwalificatie № 105 «onderlinge duels» | Tsjechië                                                                                      | 6 – 1 | Macedonië        | Stadion Na Stínadlech, Teplice Toeschouwers: 14.150 Scheidsrechter: Arturo Daudén Ibáñez (ESP) |
| 8 juni WK-kwalificatie № 105 «onderlinge duels» | Jan Koller 42' Jan Koller 45' Jan Koller 48' Jan Koller 53' Tomáš Rosický 74' Milan Baroš 87' |       | 14' Goran Pandev | Stadion Na Stínadlech, Teplice Toeschouwers: 14.150 Scheidsrechter: Arturo Daudén Ibáñez (ESP) |

|                                                                |           |                                                               |         |                                                                                |
| 17 augustus WK-kwalificatie № 106 «onderlinge duels» 20:00 uur | Macedonië | 0 – 3                                                         | Finland | Gradski Stadion, Skopje Toeschouwers: 6.800 Scheidsrechter: Matt Messias (ENG) |
| 17 augustus WK-kwalificatie № 106 «onderlinge duels» 20:00 uur |           | 7' Aleksej Jerjomenko 45' Aleksej Jerjomenko 87' Paulus Roiha |         | Gradski Stadion, Skopje Toeschouwers: 6.800 Scheidsrechter: Matt Messias (ENG) |

|                                                                | |       |                  |                                                                                      |
| 7 september WK-kwalificatie № 107 «onderlinge duels» 17:00 uur | Finland                                                                                              | 5 – 1 | Macedonië        | Ratina Stadion, Tampere Toeschouwers: 6.467 Scheidsrechter: Kristinn Jakobsson (ISL) |
| 7 september WK-kwalificatie № 107 «onderlinge duels» 17:00 uur | Mikael Forssell 10' Mikael Forssell 12' Hannu Tihinen 41' Aleksej Jerjomenko 54' Mikael Forssell 61' |       | 48' Goran Maznov | Ratina Stadion, Tampere Toeschouwers: 6.467 Scheidsrechter: Kristinn Jakobsson (ISL) |

|                                                     |           |       |           |                                                                                      |
| 12 oktober WK-kwalificatie № 108 «onderlinge duels» | Nederland | 0 – 0 | Macedonië | Amsterdam Arena, Amsterdam Toeschouwers: 50.000 Scheidsrechter: Stefano Farina (ITA) |
| 12 oktober WK-kwalificatie № 108 «onderlinge duels» |           |       |           | Amsterdam Arena, Amsterdam Toeschouwers: 50.000 Scheidsrechter: Stefano Farina (ITA) |

|                                                        |                     |       |                                    |                                                            |
| 11 november Vriendschappelijk № 109 «onderlinge duels» | Iran                | 1 – 2 | Macedonië                          | Azadi Stadion, Teheran Toeschouwers: ?? Scheidsrechter: ?? |
| 11 november Vriendschappelijk № 109 «onderlinge duels» | Vahid Hashemian 14' |       | 9' Nikola Karsef 41' Nuhiu Ardijan | Azadi Stadion, Teheran Toeschouwers: ?? Scheidsrechter: ?? |

|                                                        |                  |       |                                           |                                                                                |
| 12 november Vriendschappelijk № 110 «onderlinge duels» | Liechtenstein    | 1 – 2 | Macedonië                                 | Rheinpark Stadion, Vaduz Toeschouwers: 1.350 Scheidsrechter: Markus Nobs (SUI) |
| 12 november Vriendschappelijk № 110 «onderlinge duels» | Fabio D'Elia 33' |       | 81' Zoran Baldovaliev 90+3' Baže Ilijoski | Rheinpark Stadion, Vaduz Toeschouwers: 1.350 Scheidsrechter: Markus Nobs (SUI) |

|                                                        |                 |       |           |                                                                                |
| 13 november Vriendschappelijk № 111 «onderlinge duels» | Paraguay        | 1 – 0 | Macedonië | Azadi Stadion, Teheran Toeschouwers: 500 Scheidsrechter: Navid Mozaffari (IRN) |
| 13 november Vriendschappelijk № 111 «onderlinge duels» | Dante López 11' |       |           | Azadi Stadion, Teheran Toeschouwers: 500 Scheidsrechter: Navid Mozaffari (IRN) |

### 2006
|                                                    |           |                   |           |                                                                                   |
| 1 maart Vriendschappelijk № 112 «onderlinge duels» | Macedonië | 0 – 1             | Bulgarije | Gradski Stadion, Skopje Toeschouwers: 8.000 Scheidsrechter: Tomasz Mikulski (POL) |
| 1 maart Vriendschappelijk № 112 «onderlinge duels» |           | 38' Martin Petrov |           | Gradski Stadion, Skopje Toeschouwers: 8.000 Scheidsrechter: Tomasz Mikulski (POL) |

|                                                             |                                           |       |                    |                                                                                                 |
| 29 mei Vriendschappelijk № 113 «onderlinge duels» 19:00 uur | Macedonië                                 | 2 – 1 | Ecuador            | Estadio Teresa Rivero, Madrid Toeschouwers: 4.000 Scheidsrechter: Carlos del Cerro Grande (ESP) |
| 29 mei Vriendschappelijk № 113 «onderlinge duels» 19:00 uur | Goran Maznov 28' Igor Mitreski 73' (pen.) |       | 25' Carlos Tenorio | Estadio Teresa Rivero, Madrid Toeschouwers: 4.000 Scheidsrechter: Carlos del Cerro Grande (ESP) |

|                                                   |                  |       |         |                                                                                         |
| 4 juni Vriendschappelijk № 114 «onderlinge duels» | Macedonië        | 1 – 0 | Turkije | Grotenburg Stadion, Krefeld Toeschouwers: 7.000 Scheidsrechter: Thorsten Kinhöfer (GER) |
| 4 juni Vriendschappelijk № 114 «onderlinge duels» | Goran Maznov 81' |       |         | Grotenburg Stadion, Krefeld Toeschouwers: 7.000 Scheidsrechter: Thorsten Kinhöfer (GER) |

|                                                                |         |                   |           |                                                                                      |
| 16 augustus EK-kwalificatie № 115 «onderlinge duels» 18:00 uur | Estland | 0 – 1             | Macedonië | A. Le Coq Arena, Tallinn Toeschouwers: 7.500 Scheidsrechter: Kristin Jakobsson (ISL) |
| 16 augustus EK-kwalificatie № 115 «onderlinge duels» 18:00 uur |         | 73' Goce Sedloski |           | A. Le Coq Arena, Tallinn Toeschouwers: 7.500 Scheidsrechter: Kristin Jakobsson (ISL) |

|                                                                |           |                  |          |                                                                                   |
| 6 september EK-kwalificatie № 116 «onderlinge duels» 21:00 uur | Macedonië | 0 – 1            | Engeland | Gradski Stadion, Skopje Toeschouwers: 16.500 Scheidsrechter: Bertrand Layec (FRA) |
| 6 september EK-kwalificatie № 116 «onderlinge duels» 21:00 uur |           | 45' Peter Crouch |          | Gradski Stadion, Skopje Toeschouwers: 16.500 Scheidsrechter: Bertrand Layec (FRA) |

|                                                              |          |       |           |                                                                                 |
| 7 oktober EK-kwalificatie № 117 «onderlinge duels» 17:00 uur | Engeland | 0 – 0 | Macedonië | Old Trafford, Manchester Toeschouwers: 72.062 Scheidsrechter: Markus Merk (GER) |
| 7 oktober EK-kwalificatie № 117 «onderlinge duels» 17:00 uur |          |       |           | Old Trafford, Manchester Toeschouwers: 72.062 Scheidsrechter: Markus Merk (GER) |

|                                                     |         |                                                          |           | |
| 11 oktober EK-kwalificatie № 118 «onderlinge duels» | Andorra | 0 – 3                                                    | Macedonië | Estadi Comunal d'Aixovall, Andorra la Vella Toeschouwers: 300 Scheidsrechter: Lasha Silagava (GEO) |
| 11 oktober EK-kwalificatie № 118 «onderlinge duels» |         | 13' Goran Pandev 16' Nikolče Novevski 31' Ilčo Naumovski |           | Estadi Comunal d'Aixovall, Andorra la Vella Toeschouwers: 300 Scheidsrechter: Lasha Silagava (GEO) |

|                                                      |           |                                          |         |                                                                                  |
| 15 november EK-kwalificatie № 119 «onderlinge duels» | Macedonië | 0 – 2                                    | Rusland | Gradski Stadion, Skopje Toeschouwers: 18.000 Scheidsrechter: Paul Allaerts (BEL) |
| 15 november EK-kwalificatie № 119 «onderlinge duels» |           | 18' Vladimir Bystrov 32' Andrej Arsjavin |         | Gradski Stadion, Skopje Toeschouwers: 18.000 Scheidsrechter: Paul Allaerts (BEL) |

### 2007
|                                                       |         |                    |           |                                                                                       |
| 7 februari Vriendschappelijk № 120 «onderlinge duels» | Albanië | 0 – 1              | Macedonië | Loro Boriçi Stadiumi, Shkodër Toeschouwers: 7.000 Scheidsrechter: Paolo Bertini (ITA) |
| 7 februari Vriendschappelijk № 120 «onderlinge duels» |         | 33' Stevica Ristić |           | Loro Boriçi Stadiumi, Shkodër Toeschouwers: 7.000 Scheidsrechter: Paolo Bertini (ITA) |

|                                                   |                                      |       |                   |                                                                                   |
| 24 maart EK-kwalificatie № 121 «onderlinge duels» | Kroatië                              | 2 – 1 | Macedonië         | Stadion Maksimir, Zagreb Toeschouwers: 20.000 Scheidsrechter: Konrad Plautz (AUT) |
| 24 maart EK-kwalificatie № 121 «onderlinge duels» | Darijo Srna 58' Eduardo da Silva 88' |       | 36' Goce Sedloski | Stadion Maksimir, Zagreb Toeschouwers: 20.000 Scheidsrechter: Konrad Plautz (AUT) |

|                                                 |                 |       |                                         |                                                                                 |
| 2 juni EK-kwalificatie № 122 «onderlinge duels» | Macedonië       | 1 – 2 | Israël                                  | Gradski Stadion, Skopje Toeschouwers: 12.000 Scheidsrechter: Knut Kircher (GER) |
| 2 juni EK-kwalificatie № 122 «onderlinge duels» | Aco Stojkov 13' |       | 10' Barak Yitzhaki 43' Roberto Colautti | Gradski Stadion, Skopje Toeschouwers: 12.000 Scheidsrechter: Knut Kircher (GER) |

|                                                        |           |       |         |                                                                               |
| 22 augustus Vriendschappelijk № 123 «onderlinge duels» | Macedonië | 0 – 0 | Nigeria | Gradski Stadion, Skopje Toeschouwers: 5.000 Scheidsrechter: Bas Nijhuis (NED) |
| 22 augustus Vriendschappelijk № 123 «onderlinge duels» |           |       |         | Gradski Stadion, Skopje Toeschouwers: 5.000 Scheidsrechter: Bas Nijhuis (NED) |

|                                                                |                                                                    |       |           |                                                                                         |
| 8 september EK-kwalificatie № 124 «onderlinge duels» 18:00 uur | Rusland                                                            | 3 – 0 | Macedonië | Lokomotiv Stadion, Moskou Toeschouwers: 23.000 Scheidsrechter: Tom Henning Øvrebø (NOR) |
| 8 september EK-kwalificatie № 124 «onderlinge duels» 18:00 uur | Aleksej Berezoetski 5' Andrej Arsjavin 83' Aleksandr Kerzjakov 86' |       |           | Lokomotiv Stadion, Moskou Toeschouwers: 23.000 Scheidsrechter: Tom Henning Øvrebø (NOR) |

|                                                                 |                  |       |                  |                                                                                    |
| 12 september EK-kwalificatie № 125 «onderlinge duels» 20:30 uur | Macedonië        | 1 – 1 | Estland          | Gradski Stadion, Skopje Toeschouwers: 5.000 Scheidsrechter: Leontios Trattou (CYP) |
| 12 september EK-kwalificatie № 125 «onderlinge duels» 20:30 uur | Goran Maznov 30' |       | 17' Raio Piiroja | Gradski Stadion, Skopje Toeschouwers: 5.000 Scheidsrechter: Leontios Trattou (CYP) |

|                                                      |                                                       |       |         |                                                                                       |
| 17 november EK-kwalificatie № 126 «onderlinge duels» | Macedonië                                             | 3 – 0 | Andorra | Gradski Stadion, Skopje Toeschouwers: 17.500 Scheidsrechter: Paulius Malžinskas (LTU) |
| 17 november EK-kwalificatie № 126 «onderlinge duels» | Ilčo Naumovski 30' Goce Sedloski 44' Goran Pandev 59' |       |         | Gradski Stadion, Skopje Toeschouwers: 17.500 Scheidsrechter: Paulius Malžinskas (LTU) |

|                                                      |                                     |       |         |                                                                                       |
| 17 november EK-kwalificatie № 127 «onderlinge duels» | Macedonië                           | 2 – 0 | Kroatië | Gradski Stadion, Skopje Toeschouwers: 14.500 Scheidsrechter: Frank De Bleeckere (BEL) |
| 17 november EK-kwalificatie № 127 «onderlinge duels» | Goran Maznov 71' Ilčo Naumovski 79' |       |         | Gradski Stadion, Skopje Toeschouwers: 14.500 Scheidsrechter: Frank De Bleeckere (BEL) |

|                                                      |                   |       |           |                                                                                        |
| 21 november EK-kwalificatie № 128 «onderlinge duels» | Israël            | 1 – 0 | Macedonië | Ramat Gan Stadion, Ramat Gan Toeschouwers: 2.736 Scheidsrechter: Tomasz Mikulski (POL) |
| 21 november EK-kwalificatie № 128 «onderlinge duels» | Elyaniv Barda 35' |       |           | Ramat Gan Stadion, Ramat Gan Toeschouwers: 2.736 Scheidsrechter: Tomasz Mikulski (POL) |

### 2008
|                                                                 |                     |       |                   |                                                                                     |
| 6 februari Vriendschappelijk № 129 «onderlinge duels» 17:00 uur | Macedonië           | 1 – 1 | Servië            | Gradski Stadion, Skopje Toeschouwers: 10.000 Scheidsrechter: Tsvetan Georgiev (BUL) |
| 6 februari Vriendschappelijk № 129 «onderlinge duels» 17:00 uur | Nikolče Noveski 58' |       | 43' Danko Lazović | Gradski Stadion, Skopje Toeschouwers: 10.000 Scheidsrechter: Tsvetan Georgiev (BUL) |

|                                                               |                                           |       |                                   |                                                                                |
| 26 maart Vriendschappelijk № 130 «onderlinge duels» 20:15 uur | Bosnië en Herzegovina                     | 2 – 2 | Macedonië                         | Bilino Polje, Zenica Toeschouwers: 10.000 Scheidsrechter: Vlado Svilokos (CRO) |
| 26 maart Vriendschappelijk № 130 «onderlinge duels» 20:15 uur | Dario Damjanović 17' Dario Damjanović 20' |       | 41' Goran Maznov 45' Goran Maznov | Bilino Polje, Zenica Toeschouwers: 10.000 Scheidsrechter: Vlado Svilokos (CRO) |

|                                                             |                              |       |                  |                                                                                             |
| 26 mei Vriendschappelijk № 131 «onderlinge duels» 20:30 uur | Polen                        | 1 – 1 | Macedonië        | Stadion an der Kreuzeiche, Reutlingen Toeschouwers: 2.200 Scheidsrechter: Felix Brych (GER) |
| 26 mei Vriendschappelijk № 131 «onderlinge duels» 20:30 uur | Radosław Matusiak 83' (pen.) |       | 45' Goran Maznov | Stadion an der Kreuzeiche, Reutlingen Toeschouwers: 2.200 Scheidsrechter: Felix Brych (GER) |

|                                                                  |                  |       |                                                                           |                                                                                     |
| 20 augustus Vriendschappelijk № 132 «onderlinge duels» 20:15 uur | Luxemburg        | 1 – 4 | Macedonië                                                                 | Stade Josy Barthel, Luxemburg Toeschouwers: 885 Scheidsrechter: Bernd Brugger (AUT) |
| 20 augustus Vriendschappelijk № 132 «onderlinge duels» 20:15 uur | Joël Kitenge 73' |       | 6' Goran Pandev 33' Vlatko Grozdanoski 45' Goran Pandev 49' Ilčo Naumoski | Stade Josy Barthel, Luxemburg Toeschouwers: 885 Scheidsrechter: Bernd Brugger (AUT) |

|                                                      |                   |       |           |                                                                                  |
| 6 september WK-kwalificatie № 133 «onderlinge duels» | Macedonië         | 1 – 0 | Schotland | Gradski Stadion, Skopje Toeschouwers: 9.000 Scheidsrechter: Pavel Královec (CZE) |
| 6 september WK-kwalificatie № 133 «onderlinge duels» | Ilčo Naumovski 5' |       |           | Gradski Stadion, Skopje Toeschouwers: 9.000 Scheidsrechter: Pavel Královec (CZE) |

|                                                       |                         |       |                                            |                                                                                      |
| 10 september WK-kwalificatie № 134 «onderlinge duels» | Macedonië               | 1 – 2 | Nederland                                  | Gradski Stadion, Skopje Toeschouwers: 11.000 Scheidsrechter: Grzegorz Gilewski (POL) |
| 10 september WK-kwalificatie № 134 «onderlinge duels» | Goran Pandev 78' (pen.) |       | 46' John Heitinga 60' Rafael van der Vaart | Gradski Stadion, Skopje Toeschouwers: 11.000 Scheidsrechter: Grzegorz Gilewski (POL) |

|                                                     |                       |       |           |                                                                                     |
| 15 oktober WK-kwalificatie № 135 «onderlinge duels» | IJsland               | 1 – 0 | Macedonië | Laugardalsvöllur, Reykjavik Toeschouwers: 5.527 Scheidsrechter: Selçuk Dereli (TUR) |
| 15 oktober WK-kwalificatie № 135 «onderlinge duels» | Veigar Gunnarsson 15' |       |           | Laugardalsvöllur, Reykjavik Toeschouwers: 5.527 Scheidsrechter: Selçuk Dereli (TUR) |

|                                                                  |                                                |       |                 |                                                                                     |
| 19 november Vriendschappelijk № 136 «onderlinge duels» 16:30 uur | Montenegro                                     | 2 – 1 | Macedonië       | Stadion Pod Goricom, Podgorica Toeschouwers: 4.000 Scheidsrechter: Novo Panić (BIH) |
| 19 november Vriendschappelijk № 136 «onderlinge duels» 16:30 uur | Miodrag Džudović 24' Stevan Jovetić 33' (pen.) |       | 85' Goran Popov | Stadion Pod Goricom, Podgorica Toeschouwers: 4.000 Scheidsrechter: Novo Panić (BIH) |

### 2009
|                                                                  |                  |       |                      |                                                                             |
| 11 februari Vriendschappelijk № 137 «onderlinge duels» 15:00 uur | Macedonië        | 1 – 1 | Moldavië             | Mardan Stadion, Antalya Toeschouwers: 600 Scheidsrechter: Pavel Saliy (KAZ) |
| 11 februari Vriendschappelijk № 137 «onderlinge duels» 15:00 uur | Goran Pandev 53' |       | 62' Valeriu Andronic | Mardan Stadion, Antalya Toeschouwers: 600 Scheidsrechter: Pavel Saliy (KAZ) |

|                                                            |                                                                                |       |           |                                                                                       |
| 1 april WK-kwalificatie № 138 «onderlinge duels» 20:45 uur | Nederland                                                                      | 4 – 0 | Macedonië | Amsterdam Arena, Amsterdam Toeschouwers: 47.750 Scheidsrechter: Peter Rasmussen (DEN) |
| 1 april WK-kwalificatie № 138 «onderlinge duels» 20:45 uur | Dirk Kuijt 16' Klaas-Jan Huntelaar 25' Dirk Kuijt 41' Rafael van der Vaart 88' |       |           | Amsterdam Arena, Amsterdam Toeschouwers: 47.750 Scheidsrechter: Peter Rasmussen (DEN) |

|                                                           |           |       |           |                                                                                     |
| 6 juni WK-kwalificatie № 139 «onderlinge duels» 17:45 uur | Macedonië | 0 – 0 | Noorwegen | Philip II Arena, Skopje Toeschouwers: 9.000 Scheidsrechter: Paolo Tagliavento (ITA) |
| 6 juni WK-kwalificatie № 139 «onderlinge duels» 17:45 uur |           |       |           | Philip II Arena, Skopje Toeschouwers: 9.000 Scheidsrechter: Paolo Tagliavento (ITA) |

|                                                            |                                    |       |         |                                                                                |
| 10 juni WK-kwalificatie № 140 «onderlinge duels» 17:45 uur | Macedonië                          | 2 – 0 | IJsland | Philip II Arena, Skopje Toeschouwers: 7.000 Scheidsrechter: Saïd Ennjimi (FRA) |
| 10 juni WK-kwalificatie № 140 «onderlinge duels» 17:45 uur | Aco Stojkov 9' Filip Ivanovski 85' |       |         | Philip II Arena, Skopje Toeschouwers: 7.000 Scheidsrechter: Saïd Ennjimi (FRA) |

|                                                                  |                                  |       |                                                       |                                                                                |
| 12 augustus Vriendschappelijk № 141 «onderlinge duels» 21:30 uur | Macedonië                        | 2 – 3 | Spanje                                                | Philip II Arena, Skopje Toeschouwers: 25.000 Scheidsrechter: Pieter Vink (NED) |
| 12 augustus Vriendschappelijk № 141 «onderlinge duels» 21:30 uur | Goran Pandev 8' Goran Pandev 33' |       | 50' Fernando Torres 54' Gerard Piqué 55' Albert Riera | Philip II Arena, Skopje Toeschouwers: 25.000 Scheidsrechter: Pieter Vink (NED) |

|                                                                |                                    |       |           |                                                                                 |
| 5 september WK-kwalificatie № 142 «onderlinge duels» 16:00 uur | Schotland                          | 2 – 0 | Macedonië | Hampden Park, Glasgow Toeschouwers: 50.214 Scheidsrechter: Wolfgang Stark (GER) |
| 5 september WK-kwalificatie № 142 «onderlinge duels» 16:00 uur | Scott Brown 56' James McFadden 80' |       |           | Hampden Park, Glasgow Toeschouwers: 50.214 Scheidsrechter: Wolfgang Stark (GER) |

|                                                                |                                          |       |                    |                                                                                       |
| 9 september WK-kwalificatie № 143 «onderlinge duels» 20:30 uur | Noorwegen                                | 2 – 1 | Macedonië          | Ullevaal Stadion, Oslo Toeschouwers: 14.766 Scheidsrechter: Bruno Duarte Paixão (POR) |
| 9 september WK-kwalificatie № 143 «onderlinge duels» 20:30 uur | Thorstein Helstad 2' John Arne Riise 25' |       | 79' Boban Grnčarov | Ullevaal Stadion, Oslo Toeschouwers: 14.766 Scheidsrechter: Bruno Duarte Paixão (POR) |

|                                                                 |                                   |       |                 |                                                                                    |
| 11 oktober Vriendschappelijk № 144 «onderlinge duels» 14:00 uur | Macedonië                         | 2 – 1 | Qatar           | Philip II Arena, Skopje Toeschouwers: 5.000 Scheidsrechter: Tsvetan Georgiev (BUL) |
| 11 oktober Vriendschappelijk № 144 «onderlinge duels» 14:00 uur | Goran Pandev 25' Goran Pandev 40' |       | 24' Musa Haroon | Philip II Arena, Skopje Toeschouwers: 5.000 Scheidsrechter: Tsvetan Georgiev (BUL) |

|                                                                  |                                                                   |       |        |                                                                                 |
| 14 november Vriendschappelijk № 145 «onderlinge duels» 12:00 uur | Macedonië                                                         | 3 – 0 | Canada | Mladost Stadion, Strumica Toeschouwers: 6.000 Scheidsrechter: Anton Genov (BUL) |
| 14 november Vriendschappelijk № 145 «onderlinge duels» 12:00 uur | Goce Sedloski 47' Goran Pandev 59' (pen.) Goran Pandev 90' (pen.) |       |        | Mladost Stadion, Strumica Toeschouwers: 6.000 Scheidsrechter: Anton Genov (BUL) |

|                                                                  |                         |       |                  |                                                                                |
| 18 november Vriendschappelijk № 146 «onderlinge duels» 15:30 uur | Iran                    | 1 – 1 | Macedonië        | Azadi Stadion, Teheran Toeschouwers: 3.000 Scheidsrechter: Masoud Moradi (IRN) |
| 18 november Vriendschappelijk № 146 «onderlinge duels» 15:30 uur | Andranik Teymourian 36' |       | 49' Goran Pandev | Azadi Stadion, Teheran Toeschouwers: 3.000 Scheidsrechter: Masoud Moradi (IRN) |

FFM · A-internationals · Bondscoaches · Statistieken · Macedonisch vrouwenelftal · Olympisch elftal · Noord-Macedonië U21 · Noord-Macedonië U20 · Noord-Macedonië U19 · Noord-Macedonië U18 · Noord-Macedonië U17 · Noord-Macedonië U16
1993 – 1999 ·
2000 – 2009 ·
2010 – 2019 ·
2020 − 2029
EK 2020
1993 · 
1994 · 
1995 · 
1996 · 
1997 · 
1998 · 
1999 · 
2000 · 
2001 · 
2002 · 
2003 · 
2004 · 
2005 · 
2006 · 
2007 · 
2008 · 
2009 · 
2010 · 
2011 · 
2012 · 
2013 · 
2014 · 
2015 · 
2016 ·
2017 ·
2018 ·
2019 ·
2020 ·
2021 ·
2022 ·
2023
Albanië ·
Andorra ·
Angola ·
Armenië ·
Australië ·
Azerbeidzjan ·
Bahrein ·
België ·
Bosnië en Herzegovina ·
Bulgarije ·
Canada ·
China ·
Cyprus ·
Denemarken ·
Duitsland ·
Ecuador ·
Egypte ·
Engeland ·
Estland ·
Faeröer ·
Finland ·
Georgië ·
Gibraltar ·
Hongarije ·
Ierland ·
IJsland ·
Iran ·
Israël ·
Italië ·
Jamaica ·
Joegoslavië ·
Kameroen ·
Kazachstan ·
Kosovo ·
Kroatië ·
Letland ·
Libanon ·
Liechtenstein ·
Litouwen ·
Luxemburg ·
Malta ·
Moldavië ·
Montenegro ·
Nederland ·
Nigeria ·
Noorwegen ·
Oekraïne ·
Oman ·
Oostenrijk ·
Paraguay ·
Polen ·
Portugal ·
Qatar ·
Roemenië ·
Rusland ·
Saoedi-Arabië ·
Schotland ·
Servië ·
Slovenië ·
Slowakije ·
Spanje ·
Tsjechië ·
Turkije ·
Verenigde Staten ·
Wales ·
Wit-Rusland · 
Zuid-Korea ·
Zweden
Nederland (2021) · 
Oekraïne (2021) · 
Oostenrijk (2021)
AFC-zone: Afghanistan · Australië · Bahrein · Bangladesh · Bhutan · Brunei · Cambodja · China · Filipijnen · Guam · Hongkong · India · Indonesië · Iran · Irak · Japan · Jemen · Jordanië · Koeweit · Kirgizië · Laos · Libanon · Macau · Maleisië · Maldiven · Mongolië · Myanmar · Nepal · Noord-Korea · Oezbekistan · Oman · Oost-Timor · Pakistan · Palestina · Qatar · Saoedi-Arabië · Singapore · Sri Lanka · Syrië · Tadzjikistan · Taiwan · Thailand · Turkmenistan · Verenigde Arabische Emiraten · Vietnam · Zuid-Korea

CAF-zone: Algerije · Angola · Benin · Botswana · Burkina Faso · Burundi · Centraal-Afrikaanse Republiek · Comoren · Congo-Brazzaville · Congo-Kinshasa · Djibouti · Egypte · Equatoriaal-Guinea · Eritrea · Ethiopië · Gabon · Gambia · Ghana · Guinee · Guinee-Bissau · Ivoorkust · Kaapverdië · Kameroen · Kenia · Lesotho · Liberia · Libië · Madagaskar · Malawi · Mali  ·Mauritanië · Mauritius · Marokko · Mozambique · Namibië · Niger · Nigeria · Oeganda · Rwanda · Sao Tomé en Principe · Senegal · Seychellen · Sierra Leone · Soedan · Somalië · Swaziland · Tanzania · Togo · Tsjaad · Tunesië · Zambia · Zimbabwe · Zuid-Afrika

CONCACAF-zone: Amerikaanse Maagdeneilanden · Anguilla · Antigua en Barbuda · Aruba · Bahama's · Barbados · Belize · Bermuda · Britse Maagdeneilanden · Canada · Kaaimaneilanden · Costa Rica · Cuba · Dominica · Dominicaanse Republiek · El Salvador · Frans Guyana · Grenada · Guadeloupe · Guatemala · Guyana · Haïti · Honduras · Jamaica · Martinique · Mexico · Montserrat · 
Nicaragua · Panama · Puerto Rico · Saint Kitts en Nevis · Saint Lucia · Saint Vincent en de Grenadines · Sint Maarten · Suriname · Trinidad en Tobago · Turks- en Caicoseilanden · Verenigde Staten

CONMEBOL-zone: Argentinië · Bolivia · Brazilië · Chili · Colombia · Ecuador · Paraguay · Peru · Uruguay · Venezuela

OFC-zone: Amerikaans-Samoa · Cookeilanden · Fiji · Nieuw-Caledonië · Nieuw-Zeeland · Papoea-Nieuw-Guinea · Samoa · Salomoneilanden · Tahiti · Tonga · Vanuatu

UEFA-zone: Albanië · Andorra · Armenië · Azerbeidzjan · België · Bosnië en Herzegovina · Bulgarije · Cyprus · Denemarken · Duitsland · Engeland · Estland · Faeröer · Finland · Frankrijk · Georgië · Griekenland · Hongarije · IJsland · Ierland · Israël · Italië · Kazachstan · Kroatië · Letland · Liechtenstein · Litouwen · Luxemburg · Macedonië · Malta · Moldavië · Montenegro · Nederland · Noord-Ierland · Noorwegen · Oekraïne · Oostenrijk · Polen · Portugal · Roemenië · Rusland · San Marino · Schotland · Servië · Servië en Montenegro · Slovenië · Slowakije · Spanje · Tsjechië · Turkije · Wales · Wit-Rusland · Zweden · Zwitserland